# 馬特馬爾
35°44′N 0°28′E / 35.733°N 0.467°E

馬特馬爾（阿拉伯语：‎），是阿爾及利亞的城鎮，位於該國西北部，由埃利贊省負責管轄，是馬特馬爾區的首府，面積49平方公里，海拔高度59米，2008年人口17,442，人口密度每平方公里354人。